# Sanlúcar la Mayor

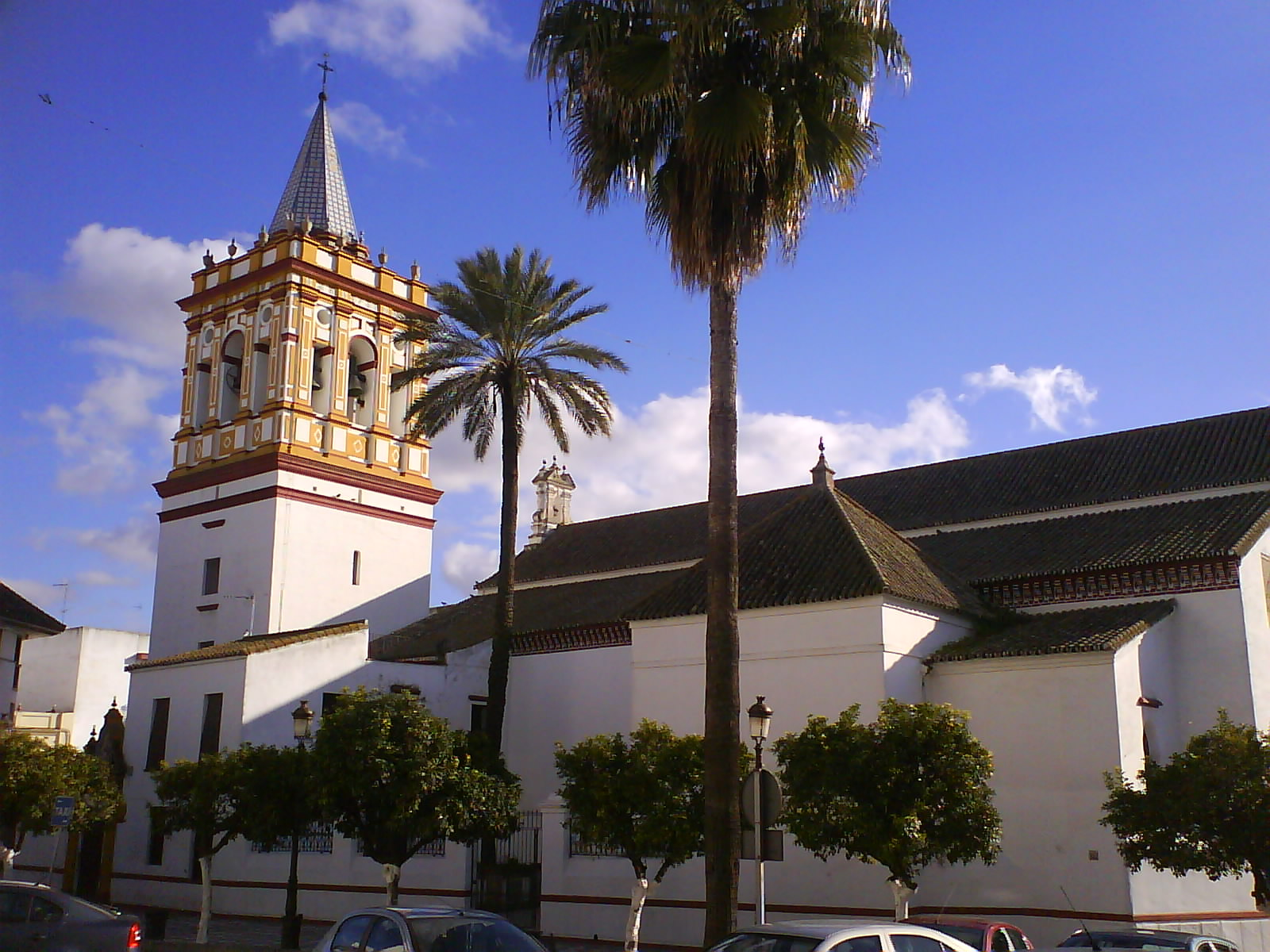
Sanlúcar la Mayor

Sanlúcar la Mayor is een gemeente in de Spaanse provincie Sevilla in de regio Andalusië met een oppervlakte van 135 km². Sanlúcar la Mayor telt 13.539 inwoners (1 januari 2016).

## Demografische ontwikkeling
Bron: INE; 1857-2011: volkstellingen